# 農家の嫁は、取り扱い注意!
『農家の嫁は、取り扱い注意!』（のうかのよめはとりあつかいちゅうい）は、いまおかしんじ監督の日本映画。本記事では同時公開されたシリーズ2編を記述する。

## 概要
グラビアアイドルのフミカを主演に据えたアクションコメディ。2021年4月2日に『Part1 天使降臨篇』と『Part2 有機ある大作戦篇』が同時公開された。両作ともレジェンド・ピクチャーズが製作し、TOCANAの配給によるR-15指定作品となっている。
レジェンドピクチャーズから提案されたロマンポルノの時代から脈々と設定が引き継がれる「農家の嫁」というワードに、「悪いやつをやっつけるエンタメものにしよう」という案を合わせ、企画された。また、フミカと同じく「スーパーヒーローになりたくて始めた空手は、10歳で挫折」という設定をヒロインに紐づけ、制作を開始した。いまおかは「夢や憧れに挫折した人たちの物語」」「うまくいかない人たちの話」と位置付けている。
同時期に劇場版が公開される綾瀬はるか主演のテレビドラマ『奥様は、取り扱い注意』に便乗したと報道されており、フミカもそのことを嬉しく思っている。

## Part1 天使降臨篇

### あらすじ
農家に嫁いだ瑠美だったが、夫の優作は夜の営みに消極的だった。気晴らしにスナックで飲んでいた瑠美は、老婦人と知り合う。彼女は東京で働いている息子からの「会社の金を横領し、その穴埋めのために300万円を建て替える」という、オレオレ詐欺の設定見本のような話を信じ込んでいた。瑠美は、スナックに集う仲間たちと詐欺師を撃退しようと動き出す。

### 登場人物
- 杉村瑠美 農家の嫁 - フミカ
- 柴山みどり スナックのママ - 丸純子
- 加藤アサミ 農家の若妻 - 和田瞳
- 杉村春恵 雄作の母 - 宮下順子
- 杉村雄作 瑠美の夫 - 石橋保
- 佐藤 町内会の人 - 木野本啓
- 山田 町内会の人 - 三上剛
- 天野哲也 詐欺リーダー - 長岩健人
- 前田 哲也の部下 - 渡部祐希
- 後藤 哲也の部下 - 蓮田キト
- 駒田義孝 貴和子の息子 - 上田亮
- 駒田貴和子 農家の老婦人 降矢由美子
- 小倉圭一 流れ者の男 川瀬陽太

### スタッフ
- 監督・脚本：いまおかしんじ
- 企画：利倉亮
- プロデューサー：江尻健司
- アシスタントプロデューサー：山田剛史
- 撮影：花村也寸志
- 照明：福田裕佐
- 録音：山口勉
- 音響効果：藤本淳
- ヘアメイク：五十嵐千聖
- 編集：桐畑寛
- 選曲：藤本淳
- スチール：千葉朋昭 田中ミキオ
- 助監督：伊藤一平
- 制作：レジェンドピクチャーズ
- 配給：TOCANA

## Part2 有機ある大作戦篇

### あらすじ (Part2)
瑠美は夫の優作が怪しい有機栽培ビジネスに騙されているのではないかとの疑念を抱く。ビジネスの情報元を調べると同じ農家の先輩が発信源とわかり、さらにそこに行き来する女の存在を知る。

### 登場人物 (Part2)
- 杉村瑠美 農家の嫁 - フミカ
- 柴山みどり スナックのママ - 丸純子
- 加藤アサミ 農家の若妻 - 和田瞳
- 杉村春恵 雄作の母 - 宮下順子
- 杉村雄作 瑠美の夫 - 石橋保
- 佐藤 町内会の人 - 木野本啓
- 山田 町内会の人 - 三上剛
- 須藤麗子 詐欺師 - 並木塔子
- 唐田淳一 麗子の男、詐欺師 - 那波隆史
- 狩俣陽介 農家、雄作の師匠 - 翁華栄
- 井上 唐田の仲間 - 日高智弘
- 広瀬 唐田の仲間 - 保科光志

### スタッフ (Part2)
- 監督：いまおかしんじ
- 脚本：宍戸英紀
- 企画：利倉亮
- プロデューサー：江尻健司
- アシスタントプロデューサー：山田剛史
- 撮影：花村也寸志
- 照明：福田裕佐
- 録音：山口勉
- 音響効果：藤本淳
- ヘアメイク：五十嵐千聖
- 編集：桐畑寛
- 選曲：藤本淳
- スチール：千葉朋昭 田中ミキオ
- 助監督：伊藤一平
- 制作：レジェンドピクチャーズ
- 配給：TOCANA